# Porfirio Remigio
Porfirio Remigio Rivera (* 15. November 1939 in Metepec (México)) ist ein ehemaliger mexikanischer Radrennfahrer.

## Sportliche Laufbahn
Remigio war im Straßenradsport und im Bahnradsport aktiv. Er war Teilnehmer der Olympischen Sommerspiele 1964 in Tokio. Im Mannschaftszeitfahren belegte Mexiko mit Adolfo Belmonte, Antonio Duque, Moisés López und Porfirio Remigio den 17. Rang.
Bei den Wettkämpfen der Zentralamerika- und Karibikspielen 1972 holte er Bronze im Mannschaftszeitfahren. 1960 siegte er in der Vuelta y Ruta de Mexico. 1964 gewann er das Etappenrennen Vuelta de la Juventud Mexicana (Mexiko-Rundfahrt).